# سیارک ۶۹۲۳۱
سیارک ۶۹۲۳۱ (به انگلیسی: 69231 Alettajacobs، نامگذاری:1972FE) شصت و نه هزار و دویست و سی و یکمین سیارک کشف شده‌است که در ۱۶ مارس ۱۹۷۲ کشف شد.